# Talk (Khalid)
Talk is een nummer van de Amerikaanse zanger Khalid. De single werd geschreven door Khalid terwijl de productie werd verzorgd door het Engelse elektronische duo Disclosure. Het nummer werd uitgebracht op 7 februari 2019 als eerste single van Khalid's tweede studioalbum, Free Spirit. "Talk" werd de vijfde top 10-hit van Khalid in zijn thuisland de Verenigde Staten.

## Promotie en release
Khalid heeft het nummer officieel aangekondigd via Twitter op 4 februari 2019, met de hoes, waarop een paarse wolf staat afgebeeld met rode vlammen.

## Remixes
Disclosure, die het originele lied geproduceerd heeft, bracht een eigen remix van "Talk" uit op 29 maart 2019. Deze versie van het nummer is getiteld "Talk (Disclosure VIP)".